# Helius (Helius) pallidissimus
Helius (Helius) pallidissimus is een tweevleugelige uit de familie steltmuggen (Limoniidae). De soort komt voor in het Palearctisch gebied.